# Ngọc Kỳ
Ngọc Kỳ là một xã thuộc huyện Tứ Kỳ, tỉnh Hải Dương, Việt Nam.
Xã Ngọc Kỳ có diện tích 3,5 km², dân số năm 1999 là 3784 người, mật độ dân số đạt 1081 người/km².

## Lịch sử
Cho đến thời vua Đồng Khánh năm 1888, địa bàn Ngọc Kỳ ngày nay chỉ có 2 xã là Tứ Kỳ (có thôn Đại Đình) và Kim Đôi (có thôn Ngọc Lý); thời gian sau cả 2 thôn Đại Đình và Ngọc Lý đã tách thành các xã. Ngoài ra lịch sử còn nhắc đến thôn Đàn Chàng thuộc xã Tứ Kỳ.
Sau Cách mạng tháng Tám, 4 xã là xã Tứ Kỳ (Khoảng đầu thế kỉ XX, gọi là Tứ Kỳ thượng), xã Đại Đình, xã Kim Đôi và xã Ngọc Lý (mới thành lập từ năm 1899) hợp thành một xã lớn gọi là Ngọc Kỳ. 4 xã cũ gọi là thôn, đồng thời nâng cấp xóm Trại (của xã Ngọc Lý cũ) thành thôn Ngọc Trại. Từ đó Ngọc Kỳ có 5 thôn và ổn định cho đến nay.

## Di tích
Nhà thờ: Ngọc Lý, Ngọc Trại (1921)
Đình Đại Đình
Tháng 8/2017 Kim Đôi đã khôi phục xong ngôi đình cổ của làng.
Ngày 18/3/2018, Tứ Kỳ (thượng) đã khôi phục được ngôi đình cổ của mình.

## Giáo dục - khoa cử
Trong lịch sử có ông Phạm Bỉnh Tuyền (người xã Tứ Kỳ) đỗ Tiến sĩ năm 1505